# Maxx (Band)

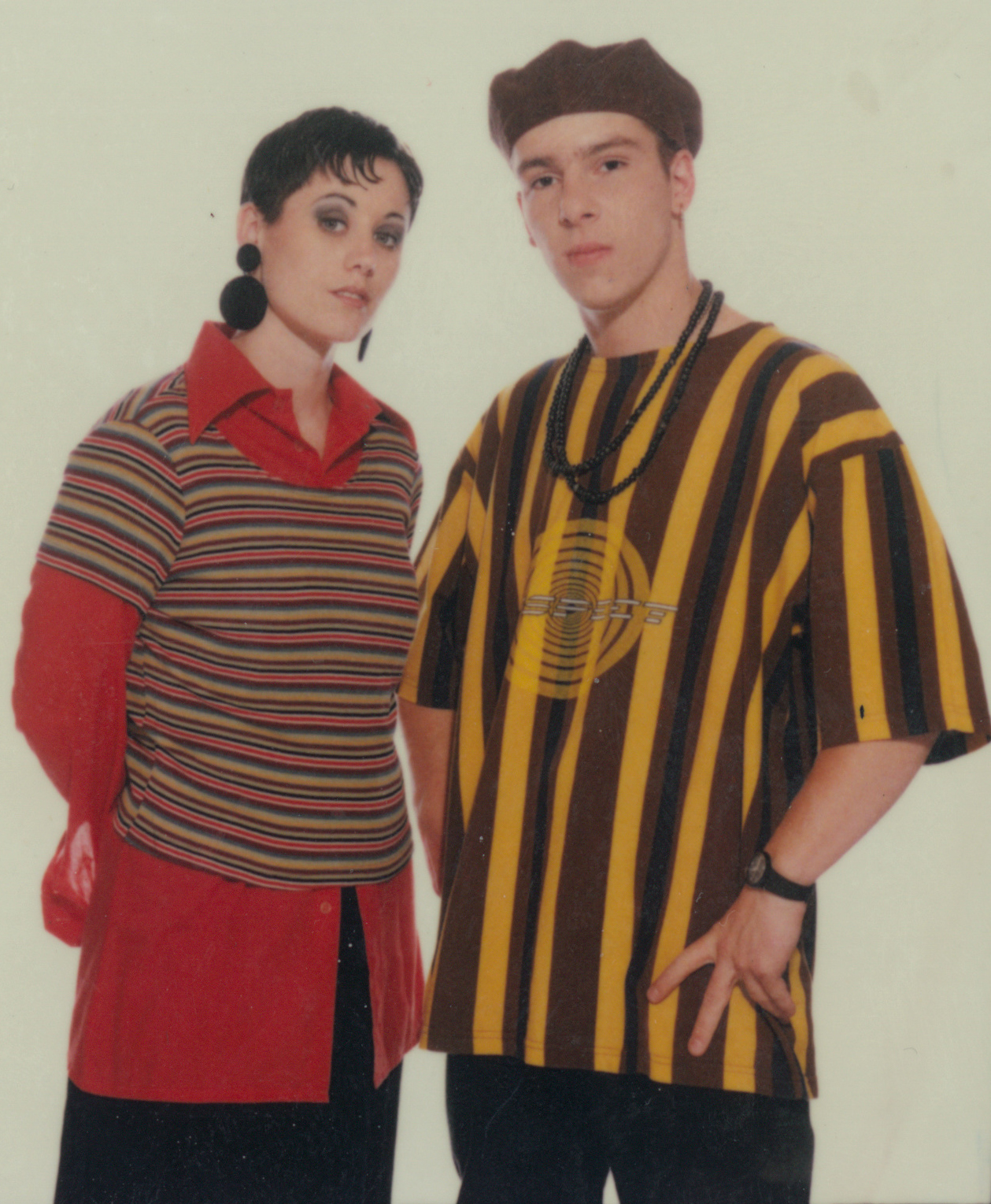
Linda Meek & Gary Bokoe (1994)

Maxx ist ein deutsches Eurodance-Duo.

## Werdegang
Der Bandname Maxx ist eine Abkürzung für „Maximum Ecstasy“ (maximale Ekstase). Es hatte seine größten Erfolge mit den beiden Dancefloor-Hits Get-a-Way und No More in den Jahren 1993 und 1994, die auch international erfolgreich waren. Von Get-a-Way wurden in Deutschland mehr als 250.000 Tonträger verkauft, so dass die Single Gold-Status erreichte. In Europa wurden mehr als 1,1 Millionen Einheiten verkauft. Es folgten weitere Veröffentlichungen, mit denen die Gruppe jedoch nicht an die vorangegangenen Erfolge anknüpfen konnte.
Maxx ist ein Produzentenprojekt. Den ersten Song sang die Studio Sängerin Samira Besic. Gary Bokoe rappte die Rapparts im Raggamuffin-Stil. Im zugehörigen Video wurde die Sängerin von der Tänzerin Alice Montana dargestellt. Für die nächsten Lieder wurde die Engländerin Linda Meek in das Projekt eingefügt. Produziert wurde Maxx vom Executive Producer David Brunner alias The Hitman und Producer Jürgen Wind alias George Torpey, die die Gruppe 1993 gründeten und gemeinsam mit Gary Bokoe alle Texte der Band schrieben. Im Jahr 1995 löste sich die Gruppe, nach Veröffentlichung einer letzten Single Move Your Body, auf.
Zu Beginn des Jahres 2014 trat der Rapper Gary Bokoe zusammen mit einer neuen Sängerin in Finnland auf.
Im Dezember 2016 gab Maxx auf der eigenen Internetseite bekannt, ab 2017 auf Europa-Tournee zu gehen. Der Act besteht nun aus der ehemaligen Sängerin Elyse aka Linda Meek und dem neuen Rapper Elijah MC.
Jürgen Wind produzierte auch das Eurodance-Projekt M. C. Sar & the Real McCoy bzw. Real McCoy.

## Diskografie

### Studioalben
| Jahr | Titel           | Höchstplatzierung, Gesamtwochen, AuszeichnungChartplatzierungen (Jahr, Titel, Platzierungen, Wochen, Auszeichnungen, Anmerkungen) | Höchstplatzierung, Gesamtwochen, AuszeichnungChartplatzierungen (Jahr, Titel, Platzierungen, Wochen, Auszeichnungen, Anmerkungen) | Höchstplatzierung, Gesamtwochen, AuszeichnungChartplatzierungen (Jahr, Titel, Platzierungen, Wochen, Auszeichnungen, Anmerkungen) | Höchstplatzierung, Gesamtwochen, AuszeichnungChartplatzierungen (Jahr, Titel, Platzierungen, Wochen, Auszeichnungen, Anmerkungen) | Höchstplatzierung, Gesamtwochen, AuszeichnungChartplatzierungen (Jahr, Titel, Platzierungen, Wochen, Auszeichnungen, Anmerkungen) | Anmerkungen                         |
| Jahr | Titel           | DE | AT | CH | UK | SE | Anmerkungen                         |
| ---- | --------------- | --- | --- | --- | --- | --- | ----------------------------------- |
| 1994 | To the Maxximum | DE22 (11 Wo.)DE | AT32 (2 Wo.)AT | CH29 (5 Wo.)CH | UK66 (4 Wo.)UK | SE10 (6 Wo.)SE | Erstveröffentlichung: 22. Juni 1994 |

### Singles
| Jahr | Titel Album                                | Höchstplatzierung, Gesamtwochen, AuszeichnungChartplatzierungen (Jahr, Titel, Album, Platzierungen, Wochen, Auszeichnungen, Anmerkungen) | Höchstplatzierung, Gesamtwochen, AuszeichnungChartplatzierungen (Jahr, Titel, Album, Platzierungen, Wochen, Auszeichnungen, Anmerkungen) | Höchstplatzierung, Gesamtwochen, AuszeichnungChartplatzierungen (Jahr, Titel, Album, Platzierungen, Wochen, Auszeichnungen, Anmerkungen) | Höchstplatzierung, Gesamtwochen, AuszeichnungChartplatzierungen (Jahr, Titel, Album, Platzierungen, Wochen, Auszeichnungen, Anmerkungen) | Höchstplatzierung, Gesamtwochen, AuszeichnungChartplatzierungen (Jahr, Titel, Album, Platzierungen, Wochen, Auszeichnungen, Anmerkungen) | Anmerkungen                                                |
| Jahr | Titel Album                                | DE | AT | CH | UK | SE | Anmerkungen                                                |
| ---- | ------------------------------------------ | --- | --- | --- | --- | --- | ---------------------------------------------------------- |
| 1993 | Get-a-Way To the Maxximum                  | DE11 Gold · (26 Wo.)DE | AT3 (15 Wo.)AT | CH8 (22 Wo.)CH | UK4 Silber · (12 Wo.)UK | SE3 (17 Wo.)SE | Erstveröffentlichung: 27. Oktober 1993 Verkäufe: + 450.000 |
| 1994 | No More (I Can’t Stand It) To the Maxximum | DE10 (16 Wo.)DE | AT9 (12 Wo.)AT | CH12 (15 Wo.)CH | UK8 (8 Wo.)UK | SE4 (13 Wo.)SE | Erstveröffentlichung: 15. April 1994                       |
| 1994 | You Can Get It To the Maxximum             | — | AT25 (2 Wo.)AT | — | UK21 (3 Wo.)UK | SE37 (1 Wo.)SE | Erstveröffentlichung: 30. September 1994                   |
| 1995 | I Can Make You Feel Like To the Maxximum   | — | — | — | UK56 (2 Wo.)UK | — | Erstveröffentlichung: 10. Juli 1995                        |
| 1995 | Move Your Body –                           | — | AT18 (9 Wo.)AT | — | — | — | Erstveröffentlichung: 16. November 1995                    |

### BRAVO Christmas CD
- 1994: Bravo Dance X-Mas: Power of Love[3]

### Remixe
- 1993: Get-A-Way (Remixes)[4]
- 1993: Get-A-Way (UK Remixes)[5]
- 1994: No More (I Can’t Stand It) (Remixes)[6]
- 1994: No More (I Can’t Stand It) (UK Remixes)[7]
- 1994: You Can Get It (Remixes)[8]
- 2017: Get-A-Way (Reloaded)[9]

## Auszeichnungen für Musikverkäufe
Anmerkung: Auszeichnungen in Ländern aus den Charttabellen bzw. Chartboxen sind in ebendiesen zu finden.
| Land/RegionAuszeichnungen für Musikverkäufe (Land/Region, Auszeichnungen, Verkäufe, Quellen) | Silber  | Gold  | Platin | Verkäufe | Quellen           |
| -------------------------------------------------------------------------------------------- | ------- | ----- | ------ | -------- | ----------------- |
| Deutschland (BVMI)                                                                           | —       | Gold1 | —      | 250.000  | musikindustrie.de |
| Vereinigtes Königreich (BPI)                                                                 | Silber1 | —     | —      | 200.000  | bpi.co.uk         |
| Insgesamt                                                                                    | Silber1 | Gold1 | —      |          |                   |